# Brassaï
Brassaï (pravog imena Gyula Halász; Brașov, Rumunjska, 9. rujna 1899. - Beaulieu-sur-Mer, Francuska, 8. kolovoza 1984.) - mađarsko-francuski fotograf, kipar, pisac i filmaš koji se proslavio u Francuskoj u 20. stoljeću. Bio je jedan od brojnih mađarskih umjetnika koji su prosperirali u Parizu između dvaju svjetskih ratova. Početkom 21. stoljeća pronađeno je više od 200 pisama i stotine crteža i drugih predmeta iz razdoblja između 1940. i 1984., koji su omogućili proučavanje njegovog kasnijeg života i karijere.

## Rani život i obrazovanje
Gyula (Julius) Halász Brassaï (pseudonim) se rodio u Brașovu, tada dijelom Austro-Ugarske. Majka mu je bila Armenka, a otac Mađar, te je odrastao govoreći mađarski i rumunjski. Kad su mu bile tri godine, njegova obitelj je živjela u Parizu godinu dana, dok je njegov otac, profesor francuske književnosti, podučavao na Sorboni.
U mladosti je studirao slikarstvo i kiparstvo na mađarskoj akademiji likovnih umjetnosti u Budimpešti. Pridružio se konjici austrougarske vojske, gdje je služio do kraja Prvog svjetskog rata.
Halász je naveo Henrija de Toulouse-Lautreca kao najvažniji umjetnički utjecaj.

## Karijera
Godine 1920. Halász je otišao u Berlin, gdje je radio kao novinar za mađarske novine Keleti i Napkelet. Počeo je studirati na berlinskoj akademiji likovnih umjetnosti u Charlottenburgu (tada Hochschule für Bildende Künste, sada Universität der Künste Berlin). Tamo se sprijateljio s nekoliko starijih mađarskih umjetnika i pisaca, uključujući slikare Lajosa Tihanyija i Bertalana Póra, te pisca Györgyja Bölönija, koji su se svi kasnije preselili u Pariz i postali dio mađarskog kruga.
Godine 1924. Halász se preselio u Pariz, gdje je ostao do kraja života. Sam je naučio francuski jezik čitajući djela Marcela Prousta. Živeći među mladim umjetnicima u četvrti Montparnasse, počeo je raditi kao novinar. Ubrzo se sprijateljio s američkim piscem Henryjem Millerom i francuskim piscima Léon-Paulom Fargueom i Jacquesom Prévertom. Kasnih 1920-ih živio je u istom hotelu kao i Tihanyi.
Miller je kasnije umanjio Brassaïjeve tvrdnje o prijateljstvu. Godine 1976. napisao je o Brassaïju: "Fred (Alfred Perles) i ja smo ga izbjegavali - bio nam je dosadan." Miller je dodao da je biografija koju je Brassaï napisao o njemu u pravilu bila "proširena", "puna činjeničnih grešaka, pretpostavki, glasina, dokumenata koje je ukrao i koji su većinom lažni ili daju krivi dojam".
Halászov posao i ljubav prema gradu, čijim je ulicama često tumarao kasno noću, vodili su ka fotografiji. U početku ju je koristio da bi dopunio neke od svojih članaka za više novca, ali je putem tog medija brzo istraživao grad, u kojem mu je učitelj bio njegov zemljak André Kertész. Kasnije je napisao da je koristio fotografiju "da bi uhvatio ljepotu ulica i vrtova u kiši i magli, te da uhvati Pariz noću". Halász je iskoristio naziv svojeg rodnog grada u pseudonimu "Brassaï", što znači "iz Brașova".
Brassaï je prvu kolekciju fotografija Pariza objavio u knjizi Paris de nuit (Pariz noću) 1933. Njegova knjiga je požela velik uspjeh, te su ga zvali i "oko Pariza", prema eseju njegovog prijatelja Henryja Millera. Uz fotografije bjednije strane Pariza, Brassaï je snimao scene iz života visokog društva, njegove intelektualce, balet i operne kuće. Bio se sprijateljio s francuskom obitelji koja mu je otvorila vrata u višu klasu. Brassaï je fotografirao mnoge od svojih prijatelja umjetnika, uključujući Dalíja, Picassa, Matissea, Giacomettija, te nekoliko poznatih pisaca tog doba, poput Jeana Geneta i Henrija Michauxa.
Mladi mađarski umjetnici nastavili su dolaziti u Pariz tijekom 1930-ih, a mađarski krug je prihvatio većinu njih. Kertèsz je imigrirao u New York 1936. Brassai se sprijateljio s mnogim pridošlicama, uključujući Ervina Martona, Tihanyijevog nećaka, kojeg je poznavao od 1920. Marton je razvio vlastiti ugled u uličnoj fotografiji 1940-ih i 1950-ih. Brassaï je nastavio zarađivati komercijalnim fotografijama, također radeći za američki časopis Harper's Bazaar. Utemeljio je agenciju Rapho, koju je u Parizu osmislio Charles Rado 1933.
Fotografije su Brassaïju donijele međunarodnu slavu. Godine 1940. imao je samostalan nastup u MoMA-i u New York Cityju, zatim u muzeju George Eastman u Rochesteru, saveznoj državi New York i Umjetničkom institutu u Chicagu. Muzej MoMA je izložio više Brassaïjevih fotografija 1953., 1956. i 1968.
Bio je predstavljen na festivalu Rencontres d'Arles u Francuskoj 1970. (projekcija "Brassaï" u Théâtre Antique, autor Jean-Marie Drot), 1972. (projekcija "Brassaï si, Vominino", autor René Burri) i 1974. (kao počasni gost).

## Brak
Godine 1948. Brassaï se oženio Francuskinjom Gilberte Boyer. Ona je radila s njim i pružala mu podršku u umjetničkom radu. Godine 1949. stekao je francusko državljanstvo naturalizacijom, nakon što je godinama bio apatrid.

## Izdanja
- Brassai, Henry Miller: The Paris Years, New York, 2011., ISBN 1611450284
- Brassai, The Secret Paris of the 30's, New York, 1976., ISBN 0-500-27108-9
- Brassai, Letters to My Parents, Chicago, 1998., ISBN 0226071472
- Brassai, Conversations with Picasso, Chicago, 2002., ISBN 9780226071497